# HVVデン・ハーグ
HVVデン・ハーグは、（オランダ語: Haagse Voetbal Vereniging）は、オランダ南西部、南ホラント州の州都デン・ハーグを本拠地とするサッカークラブである。トゥヴィーデ・クラッセ(オランダ7部リーグ)所属。
エールディヴィジがプロ化する以前に10度のリーグ優勝を果たしている古豪で、1899年から1903年までリーグ連続4連覇制覇を達成した。これは現在でもPSVやアヤックスしか成し遂げらていない。KNVBカップでも1903年には優勝を経験している。
ADOデン・ハーグとは南ホラント州のクラブチームとして、関係を持っている。
クラブのユニフォームには10度の優勝を遂げた証として金の星1つがエンブレムの上に飾られている。この星を飾ることを許されているのは10回以上の優勝を果たしたクラブだけであり、アヤックス（3つ）、PSV（2つ）、フェイエノールト（1つ）とこのクラブを含めた4チームのみである。

## タイトル
- カンピオーンス・コンペティーチー (アマチュア時代の全国決勝ラウンド):1890-91,1895-96,1899-1900,1900-01,1901-02,1902-03,1904-05,1906-07,1909-10,1913-14
- KNVBカップ:1902-03